# Paolo Misuri
Paolo Misuri (Firenze, 19 gennaio 1961) è un ex calciatore italiano, di ruolo difensore.

## Carriera
Cresciuto nella Fiorentina, debutta in Serie C2 nel 1979 con la Sangiovannese prima di passare al Varese in Serie B nel 1981.
Con i lombardi disputa quattro campionati cadetti per un totale di 81 presenze, e retrocede in Serie C1 al termine del campionato 1984-1985. Dopo un'altra stagione al Varese, nel 1986 passa alla Ternana, dove gioca per due stagioni in Serie C2.